# Elevador da Glória

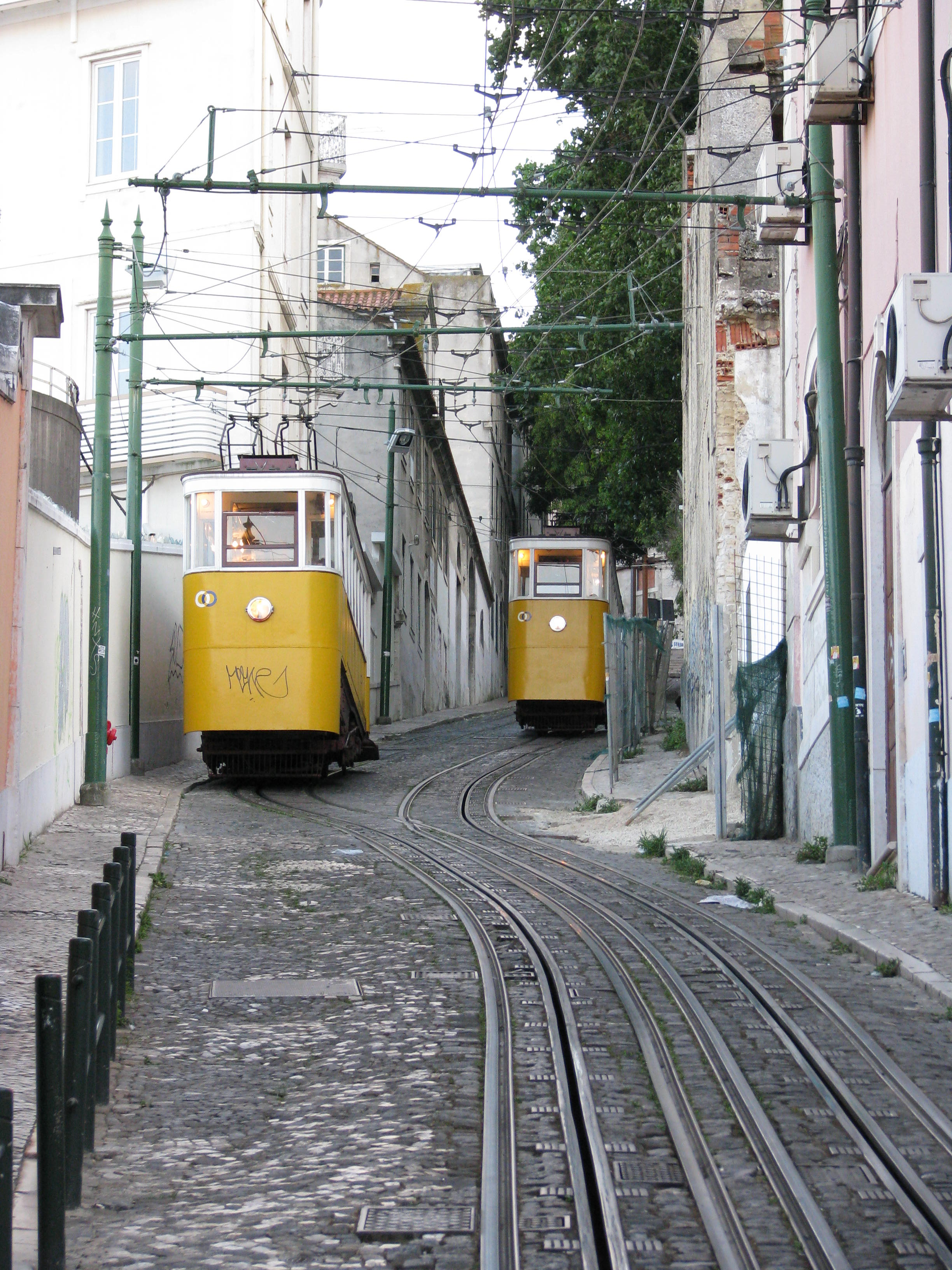
Elevador da Glória

Elevador da Glória (Kolej linowo-terenowa Glória) – kolej linowo-terenowa w Lizbonie, w Portugalii. Łączy dzielnicę Baixa (Praça dos Restauradores) z Bairro Alto (Jardim / Miradouro de São Pedro de Alcântara),. Jest ona obsługiwana przez Carris.
Elevador da Glória została otwarta dla publiczności 24 października 1885. Na początku została zaprojektowana jako system zasilany wodą, następnie w 1886 roku został zastąpiony przez system parowy, i wreszcie w 1915 roku została zelektryfikowana. W 2002 roku została wpisana na listę Pomników Narodowych.